# Gare d’Abscon
Gare d’Abscon vasútállomás Franciaországban, Abscon településen.

## Vasútvonalak
Az állomást az alábbi vasútvonalak érintik:
- Somain–Péruwelz-vasútvonal

## Kapcsolódó állomások
A vasútállomáshoz az alábbi állomások vannak a legközelebb: